# Мастема
Мастема (хебрејски: משטמה Мастема; Ге'ез: መሰቴማ Месетема) је анђео који прогони зло у Књизи Јубилеја. Он извршава казне за Бога, као и искушавање људи и искушавање њихове вере. У садокитским фрагментима и свицима са Мртвог мора он је анђео катастрофе, отац сваког зла и ласкавац Божији. Кажу да је постао пали анђео. Први пут се појављује у литератури периода Другог храма као персонификација хебрејске речи мастемах (משטמה), што значи „мржња“, „непријатељство“, „непријатељство“ или „прогон“.

## Књига Јубилеја
Према Књизи Јубилеја, Мастема („непријатељство“) је поглавица Нефилима, демона које су изнедрили пали анђели звани Чувари са људским женама. Текст оставља двосмисленим да ли је сам Мастема нефилим или није; подразумева се да би он уместо тога могао бити анђео, вероватно Чувар, али се не помиње међу свим анђелима присутним у делу. Ствар је додатно замагљена јер анђели и друге врсте духова нису апсолутно различите у теологији дела.
Његови поступци и име указују на то да је он Сатана, противник, али у Јубилејима он више личи на лик који се појављује у Књизи о Јову са функцијом коју треба испунити под Богом, а не на Сатану касније традиције који је највећи Божји непријатељ. Белиар, поменут два пута у Јубилејима, вероватно ће бити идентичан са Мастемом у овом делу.
Када је Бог спреман да уништи све демоне након потопа, Мастема интервенише, молећи Бога да му дозволи да задржи и контролише једну десетину демона како би извршио своју власт јер су они „намењени да искваре и залутају пред мојим судом јер велико је зло синова људских“. (Јубилеји 10:8) Мастема је испитивач људи, уз Божију дозволу.
Мастема шаље кугу птица на земљу у данима Тера. (Јубилеји 11:10)
Касније, Мастема саветује Бога да искуша Аврама (Јубилеји 17:15-16), баш као што Сатана у Књизи о Јову жели дозволу да искуша Јова. Док се Аврам спрема да жртвује свог сина Исака, Мастема стоји у Божјем присуству. На самрти, Исак обећава да духови Мастеме неће имати моћ да одврате Јакова или његове потомке од Јахвеа.
Чудан извештај у Изласку 4.24 где се Јахве успут сусреће са Мојсијем и покушава да га убије поново је испричан на начин који уместо тога приписује напад Мастеми (Јубилеји 48:1-3). Тврди се да је Мастема помагао египатским свештеницима који су се противили Мојсију. За Мастему се такође каже да је био окован док су Израелци напуштали Египат, али је потом пуштен да би охрабрио Египћане да јуре за Израелцима и тако дођу до своје пропасти у Црвеном мору. Смрт првенца Египћана се приписује „свим силама Мастеме“.